# Midriasis

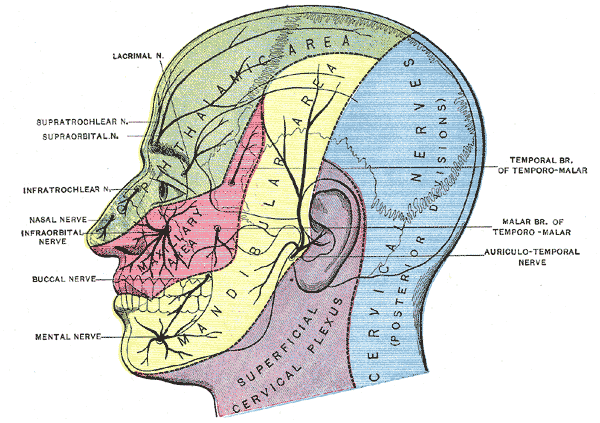
Áreas sensitivas de la cabeza, mostrando la distribución general de las tres divisiones del quinto nervio.

Imagen mostrando la respuesta pupilar ante los estímulos luminosos.

La midriasis es un aumento del diámetro o dilatación de la pupila del ojo, al contrario que la miosis.

## Fisiología
La midriasis es controlada por el sistema nervioso simpático, que produce la contracción del músculo dilatador del iris.
La midriasis es una reacción normal a la penumbra. En ese caso es bilateral y reactiva, el alumbrado de un ojo desencadena la regresión de la midriasis de los dos ojos. Esta reacción y su contraria, requieren la integridad de un circuito que comprende:
- la retina;
- el nervio óptico;
- las áreas cerebrales de la visión;
- la pupila.

## Causas
La dilatación del diámetro pupilar puede ser producida por algunas drogas, como por ejemplo atropina, algunos tóxicos, sustancias de abuso, tipo cocaína y  alcohol; y también puede estar relacionada con lesiones cerebrales focalizadas, por ejemplo, del tronco encefálico, o puede ser una de las reacciones del síndrome de pánico. En algunos casos puede ser un signo de una enfermedad o de daño cerebral, como en una parada cardiorrespiratoria, pero también en ciertos comas de origen diverso. También puede acompañar a algún tipo de parálisis facial.
La midriasis, en uno o en ambos ojos, se observa a veces después de intervenciones quirúrgicas efectuadas en las cercanías del nervio o de una de sus ramas y por fracturas complejas. Se da con relativa frecuencia tras intervenciones dentales en los tratamientos contra las caries, en cuyo caso suele afectar solo a uno de los ojos. 

## Patología
La lesión en el nervio trigémino, el cual controla diversas partes del rostro, suele ser irreversible, quedándose la pupila dilatada permanentemente. La sensibilidad la provee el nervio trigémino o V par craneal. Las lesiones en el nervio trigémino producen diversos síntomas, desde parálisis a dolores mandibulares o migrañas como la neuralgia del trigémino o el síndrome de Claude-Bernard-Horner. El reflejo corneal es el pestañeo que se produce al tocar la córnea, la vía aferente va por el nervio trigémino y la respuesta de parpadeo, por el nervio facial. 
Los agentes midriáticos son sustancias que inducen a la dilatación de la pupila, por ejemplo la atropina, la tropicamida o el sulfato de duboisina. Actúan de distintas formas, como por ejemplo la cocaína inhibe la reabsorción de noradrenalina en la sinapsis nerviosa. Cuando se manifiesta que una solución de cocaína afecta al ojo, es porque la noradrenalina ya no es reabsorbida por las neuronas, y aumenta sus niveles. La noradrenalina es un neurotransmisor del sistema nervioso central, y causa dicha dilatación de la pupila.
Se puede realizar una midriasis artificial por instilación de colirio con atropina en el ojo. Esto se utiliza sobre todo para ciertos exámenes oftalmológicos, como observación del fondo del ojo.
En la midriasis arreactiva simétrica, las dos pupilas se dilatan y no se contraen a la luz, lo cual es un signo de daño cerebral importante, como se puede ver en un paro cardiorrespiratorio, pero también en ciertos comas.

## Diagnóstico
Suele diferenciarse fácilmente de la miosis, en la cual una pupila estaría más contraída, ya que la pupila dilatada lo está bastante más de lo que debería ante estímulos normales. Con frecuencia reacciona no contrayéndose en absoluto. La observación de las pupilas y la prueba de los reflejos pupilares forman parte de la evaluación del estado neurológico de un paciente.
- Datos: Q1128283
- Multimedia: Mydriasis / Q1128283